# Coregonus laurettae
Coregonus laurettae är en fiskart som beskrevs av Bean, 1881. Coregonus laurettae ingår i släktet Coregonus och familjen laxfiskar. Inga underarter finns listade i Catalogue of Life.